# Anisia intrusa
Anisia intrusa är en tvåvingeart som beskrevs av Wulp 1890. Anisia intrusa ingår i släktet Anisia och familjen parasitflugor. Inga underarter finns listade i Catalogue of Life.